# Fort III Twierdzy Toruń
Fort III Twierdzy Toruń – fort pośredni piechoty położony przy ul. Skłodowskiej-Curie. Nosił nazwę Werk L'Estocq, obecnie nosi imię Stanisława Jabłonowskiego.

## Historia
W momencie budowy w latach 1888–1890 był zwykłym schronem piechoty (niem. Stützpunkt), jednak już w dwa lata po zakończeniu prac został rozbudowany. Uzyskał wówczas dodatkowe stanowiska dla dział polowych, wał ziemny oraz mokrą fosę (niskie położenie całości pozwalało jej samoczynnie wypełniać się wodą, która była następnie odprowadzana do Strugi Toruńskiej). Należał do mniejszych fortów pierścienia twierdzy toruńskiej. Jego załogę miała stanowić jedna kompania piechoty, zabudowania forteczne mogły wytrzymać ogień artylerii polowej. Zadaniem fortu była obrona dworca Toruń-Mokre oraz kontrola linii kolejowej do Iławy.  
Obronę linii kolejowej uzupełniała położona po przeciwległej stronie linii kolejowej Długa Bateria z 1883 roku, składająca się z dwóch lub trzech baterii dział ze schronami. Całość otaczały fosa i płot. 